# Нижняя Павловка (Липецкая область)
Нижняя Павловка — деревня в Данковском районе Липецкой области, входит в состав Бигильдинского сельсовета.

## География
Деревня расположена на правом берегу Дона. На противоположном берегу реки находится Крутой лес, на территории деревни — Яблоневый сад.
Через Нижню Павловку проходят просёлочные дороги. На востоке она граничит с деревней Медведчино.
На территории деревни две улицы: Зелёная и Новая.

## Население
| 2010 |
| ---- |
| 40   |

Население деревни в 2009 году составляло 46 человек (21 двор), в 2015 году — 27 человек.